# Halowe Mistrzostwa Europy w Lekkoatletyce 2011 – sztafeta 4 × 400 m kobiet
Sztafeta 4 x 400 metrów kobiet – jedna z konkurencji rozegranych podczas halowych lekkoatletycznych mistrzostw Europy w hali Palais Omnisports de Paris-Bercy w Paryżu. Do udział w czempionacie zostało zaproszonych pięć najszybszych sztafet sezonu 2010 w Europie – skład konkurencji uzupełniła reprezentacja gospodarzy.

## Terminarz
| Data    | Godzina |       |
| ------- | ------- | ----- |
| 6 marca | 17:15   | Finał |

## Rezultaty

### Finał
| Pozycja | Tor | Reprezentacja                                                                        | Czas    | Uwagi |
| ------- | --- | ------------------------------------------------------------------------------------ | ------- | ----- |
|         | 5   | Rosja · Ksenia Zadorina · Ksenija Wdowina · Jelena Migunowa · Olesia Krasnomowec     | 3:29,34 | WL    |
|         | 4   | Wielka Brytania · Kelly Sotherton · Lee McConnell · Marilyn Okoro · Jennifer Meadows | 3:31,36 |       |
|         | 3   | Francja · Muriel Hurtis · Laetitia Denis · Marie Gayot · Floria Guei                 | 3:32,16 | NR    |
| 4.      | 2   | Włochy · Giulia Arcioni · Maria Enrica Spacca · Chiara Bazzoni · Marta Milani        | 3:33,70 | NR    |
| 5.      | 6   | Niemcy · Claudia Hoffmann · Larissa Kettenis · Wiebke Ullmann · Janin Lindenberg     | 3:33,80 |       |
| 6.      | 1   | Ukraina · Hanna Titimeć · Natalija Łupu · Darja Prystupa · Antonina Jefremowa        | 3:34,08 |       |